# Prägel

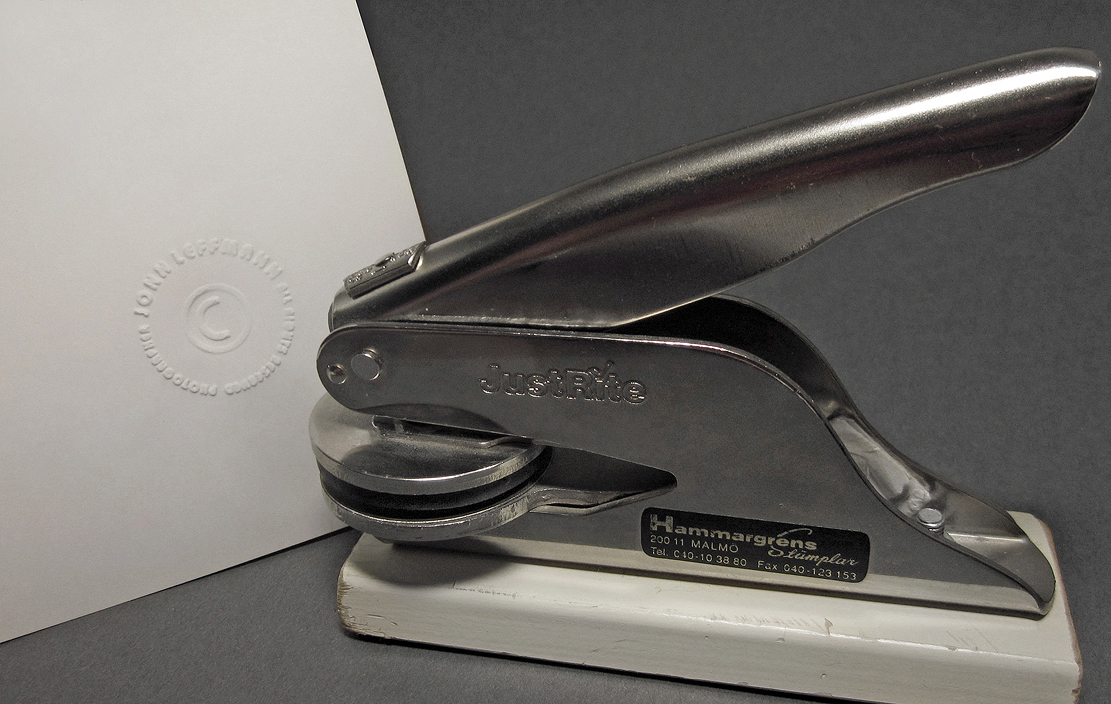
En vitprägel för prägling av fotografiskt eller grafiskt konstverk.

Prägel är ett pressverktyg med vars hjälp intryck (bestående av upphöjningar och fördjupningar) åstadkoms i olika material, exempelvis plåt, plast, läder, trä eller papper, för att sedan framträda i relief på det präglade materialet, så kallat ”prägling”.
Grafiska blad eller fotografier som klassas som konstverk brukar präglas av sin upphovsman, detta för att på så vis sätta sin signatur på ett sätt som är omöjligt att avlägsna, utan synliga skador, till skillnad från en signatur med blyerts, bläck eller gummistämpel. För detta ändamål används då en så kallad Vitprägel. Det vanligaste är att man präglar utan färg, men det går att färga in "stampen" för att få en synligare signatur/prägling.